# Keith Jackson
Keith Jerome Jackson (Little Rock, 19 aprile 1965) è un ex giocatore di football americano statunitense che ha giocato nel ruolo di tight end nella National Football League. Al college giocò a football a Oklahoma.

## Carriera professionistica
Harvey fu scelto come 13ª assoluto nel Draft NFL 1988 dai Philadelphia Eagles. Nella sua prima stagione ricevette 81 passaggi per 869 yard (un record di franchigia per un rookie superato solo vent'anni dopo da DeSean Jackson) e 6 touchdown, oltre che 7 ricezioni per 142 yard nell'unica gara di playoff degli Eagles quell'anno. In nove stagioni di carriera, Jackson fu convocato per sei Pro Bowl. Nel 1996, la sua ultima stagione, segnò un record in carriera di dieci touchdown, andando a vincere il Super Bowl XXXI coi Green Bay Packers prima di ritirarsi.

## Palmarès

### Franchigia
- Super Bowl : 1

Green Bay Packers: XXXI
- National Football Conference Championship: 1

Green Bay Packers: 1996

### Individuale
- Convocazioni al Pro Bowl: 6

- First-team All-Pro: 3

1988, 1989, 1990
- Second-team All-Pro: 1

1992
- College Football Hall of Fame

## Statistiche
| Ricezioni     | 441   |
| Yard ricevute | 5.283 |
| Touchdown     | 49    |